# Alain de Rothschild
James Gustave Jules Alain de Rothschild (Pariz, Francuska 7. siječnja 1910. – New York, SAD, 17. listopada 1982.), francuski bankar i filantrop iz francuske loze bogate bankarske obitelji Rothschild.
Rodio se kao drugo od četvero djece i najstariji sin u obitelji baruna Roberta de Rothschilda (1880. – 1946.) i barunice Gabrielle Nelly Beer (1886. – 1945.). Za vrijeme Drugog svjetskog rata (1939. – 1945.), bio je pet godina ratni zarobljenik te je nakon oslobađanja dobio orden Croix de Guerre. Godine 1947. postao je partner u francuskoj obiteljskoj banci, a služio je i u odboru Sjeverne željezničke kompanije.
Dana 6. siječnja 1938. godine oženio je Mary Chauvin du Treuil (1916. – 2013.), s kojom je imao troje djece:
- Béatrice Rosenberg (dj. de Rothschild) (r. 1939.)
- Éric de Rothschild (r. 1940.)
- Robert de Rothschild (r. 1947.)

Bio je suvlasnik vinogradarskog imanja Château Lafite Rothschild, zajedno s mlađim bratom Éliem (1917. – 2007.) i rođacima Guyem (1909. – 2007.) i Jimmyjem (1878. – 1957.). Od 1949. godine bio je predsjednik pariškog Odbora za židovsku skrb i direktor Chantiers du Consistoire, koje je nadziralo gradnju devetnaest sinagoga na području Pariza. Bio je predsjednik Središnjeg konzistorija od 1967. godine, a 1973. godine preuzeo je upravljanje Zakladom Rothschild.